# Guarded
«Guarded» сингл американской рок-группы Disturbed. Песня была выпущена 28 июня 2005 года как сингл с третьего студийного альбома группы Ten Thousand Fists.

## Лирические темы
По словам вокалиста, Дэвида Дреймана, «Guarded» о том, как его образ жизни вынуждает его охранять себя. Он сказал, «Это — песня, которая отражает то, что выбор этой жизни вынуждает определённых людей сделать определённым способом — Вы должны остаться осторожными на определённом уровне.»

## Выпуск
«Guarded» был выпущен радиостанциям как сингл 28 июня 2005 года. Вокалист Дэвид Дрейман сказал, что «Guarded» была помещена там специально. Это — одна из более агрессивных песен на альбоме, только чтобы напомнить всем, откуда мы происходили и кто мы."

## Позиция в чарте
| Год  | Чарт                   | Позиция |
| ---- | ---------------------- | ------- |
| 2005 | Mainstream Rock Tracks | 7       |
| 2005 | Modern Rock Tracks     | 28      |